# Juego de los diablitos de Boruca
El juego de los diablitos de Boruca (Cagrúv rójc, en lengua brunka) es una festividad tradicional de la cultura boruca, pueblo indígena de Costa Rica, que se lleva a cabo entre el 30 de diciembre y el 2 de enero de cada año, en la comunidad de Boruca, y el primer fin de semana de febrero, en la localidad de Rey Curré, los dos principales asentamientos de indígenas borucas, ubicados en el cantón de Buenos Aires de Puntarenas. Esta celebración se caracteriza por danzas y juegos en las que toman parte personas con máscaras tradicionales borucas, que semejan diablos, representando a los indígenas borucas, y otra persona disfrazada como un toro, que representa a los conquistadores españoles. El juego de los diablitos fue declarado Patrimonio Cultural Inmaterial de Costa Rica en 2017.
Su origen se remonta a la conquista de Costa Rica por los españoles, y se considera una de las principales festividades del pueblo boruca. La fiesta de los diablitos es la actividad cultural de mayor participación y entusiasmo entre los habitantes de Boruca y de otras comunidades indígenas bribris, cabécares y térrabas.
En la actualidad, esta celebración acapara la atención de visitantes no indígenas del Valle Central, San Isidro del General, Buenos Aires y otros pueblos de la zona sur de Costa Rica. Junto con la elaboración de artesanías con técnicas tradicionales y la creencia en un personaje mítico llamado Cuasrán, el juego de los diablitos es uno de los tres elementos más significativos de la identidad boruca.

## Origen

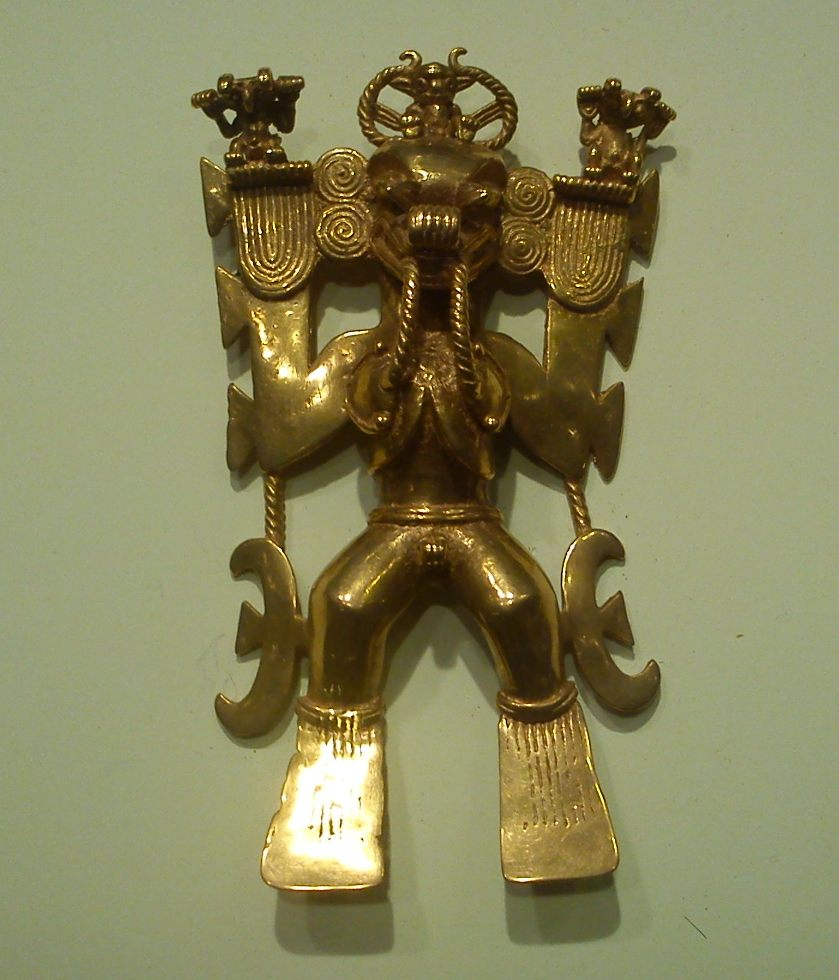
Colgante precolombino de oro que representa a un chamán enmascarado. Pacífico Sur de Costa Rica.

En la época del contacto con los europeos, el pueblo boruca se encontraba agrupado en tres reinos: Quepoa, Turucaca y Coctú, que se ubicaban a lo largo de la región del Pacífico central y sur de Costa Rica. Estos reinos contaban con gran abundancia de recursos naturales, pero además tenían una gran tradición en la elaboración de objetos de oro y la fabricación de esferas de piedra, que en la actualidad son símbolos de identidad nacional en Costa Rica.
Cuando los conquistadores españoles arribaron al país en el siglo XVI, los boruca fueron de los grupos que más resistencia opusieron a la conquista, llegando a tener varios enfrentamientos fuertes. Juan Vázquez de Coronado, alcalde mayor y adelantado de Costa Rica, visitó la región en 1563, documentando la existencia de poblaciones fortificadas, denominadas palenques, además de registrar la fiereza en el combate de los indígenas, incluidas las mujeres, que conformaban una clase guerrera, las biritecas.
Se considera que el juego de los diablitos rememora estas luchas. Otros autores consideran que la tradición bien podría ser más antigua, anterior al contacto con los europeos, pero que a la llegada de estos se adicionaron nuevos elementos, como el caso del toro, animal desconocido para los pueblos aborígenes prehispánicos. De la zona sur del país se han recuperado gran cantidad de colgantes y artefactos de oro que representan personajes enmascarados, músicos y danzantes.

## Elementos

### Máscaras

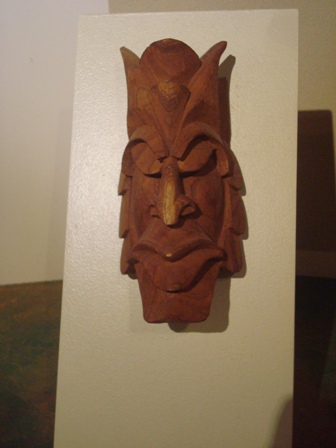
Máscara boruca original sin pintar.

Las máscaras tradicionales boruca son el elemento indispensable de la celebración. Estas son confeccionadas por artesanos especializados y tienen diversas formas y tamaños. Están elaboradas con madera de balsa, talladas en alto relieve, con diseños de rostros humanos con rasgos grotescos o de animales y generalmente con cuernos, mostrando dientes, ojos y lenguas salidos, semejando un diablo. La máscara tradicional boruca no se pinta, pero en años recientes se ha incorporado el color.
La talla de máscaras es una tradición boruca que data de la colonia española en Costa Rica, cuyo uso más importante se da durante la celebración del juego de los diablitos. Para esta ocasión, cada participante debe confeccionar su propia máscara, la cual desecha una vez terminada la festividad.
Para elaborar la máscara se usa la técnica del tallado. Se usa madera de balsa o de cedro, sobre la que se dibuja con un lápiz el diseño. Luego, este se talla usando gubias. Una vez finalizado este proceso, se lija la superficie y se agregan los pigmentos acrílicos para darle color, si así se desea. La elaboración de una máscara puede durar entre tres y cuatro días. Se le pueden agregar otros elementos como plumas, cuernos y pieles de animales.
Uno de los artesanos borucas más reconocidos en la elaboración de máscaras fue Ismael González, quien en 2002 fue galardonado con el Premio Nacional de Cultura Popular luego de impulsar por años talleres de enseñanza del tallado de máscaras entre los jóvenes borucas, rescatando el aspecto artístico de esta tradición.

### Trajes
Al uso de la máscara, se agrega el uso de vestimenta, generalmente fabricada con hojas de plátano o con gangoche (tela de cabuya). También se pueden elaborar trajes hechos con textiles tradicionales. Estos se colocan a manera de bata, de forma sencilla, con la máscara sobre la cara. Antes de la colocación de la máscara, el participante debe colocarse un paño o trapo extenso sobre la cabeza y los hombros.

### Chicha
La chicha es una bebida fermentada hecha a base de maíz, que se consideraba sagrada en muchas de las antiguas culturas prehispánicas. Es un elemento importante para el juego de los diablitos, ya que da la energía necesaria para soportar los tres días de enfrentamientos entre el toro y los diablitos. Cada casa prepara la chicha, que es servida a los diablitos cuando la visitan, y tiene un significado de agradecimiento a los diablitos por la lucha que enfrentan contra el invasor.

## Personajes

### Diablitos
Los diablitos (cagrúv) representan a los indígenas borucas, y se encuentran organizados jerárquicamente. Existe un jefe al que se le llama Diablo Mayor, el cual tiene a su disposición varios ayudantes. En Boruca, los diablos mayores se distinguen porque llevan una chaqueta, mientras que en Rey Curré se visten con el traje de gangoche tradicional. Los diablos mayores son los responsables de la buena marcha de la festividad, asegurándose que se cumplan las reglas del juego y castigando a los que comentan infracciones durante el mismo. Los diablos mayores, por lo general, llevan la cara descubierta. El resto de los diablitos son diablos menores. Existen también diablas menores, que son hombres vestidos de mujer.
Vale recalcar que solamente los indígenas pueden participar disfrazándose de diablitos durante la celebración. Los turistas pueden observar pero no se les permite participar.
Cada diablo tiene un cargo:
-Diablos menores: Son los que batallan en el juego.
-Matadores: Solo aparecen en el último día de la festividad.
-Arreadores: Reúnen a los diablos que se hayan apartado del grupo, arreándolos.
-Diablos mayores: Son la máxima autoridad del juego.

### El toro
El toro es un personaje único del juego de los diablitos, que representa al conquistador español. La máscara del toro se hace con madera de cedro, pintada con líneas negras y blancas, lleva cuernos naturales de res, y es la única que se guarda para la siguiente celebración. El disfraz lleva una armazón de madera de guayabo cubierta con gangoche, con la máscara de la cabeza de toro en la parte frontal. En algún momento de la celebración, se le añaden ramas y hojas que serán posteriormente incendiadas.

### Músicos
Además de los diablitos y del toro, hay participación de varios músicos que tocan la flauta, el tambor tradicional llamado cajón, la guitarra, el violín y el acordeón.

## Desarrollo de la festividad

### Preparativos
Detrás de la organización del evento, está una comisión cultural que se encarga de los detalles de la festividad. El primer paso de la celebración se realiza varios días antes con el nombramiento del Diablo Mayor, quien hace la lista de los aspirantes a diablitos y recoge el dinero y las donaciones en especie para preparar la comida que se consumirá durante el festival (tamales, chicha y otros alimentos), donde intervienen las mujeres de la comunidad. El día antes de la fiesta, los diablos se reúnen en la casa del Diablo Mayor para recibir las amonestaciones que buscan que se respeten las reglas del juego, se deciden quiénes serán los músicos, y proceden a fabricar el toro.

### Reglas de disciplina del juego de los diablitos
En general, los participantes deben estar conscientes de que la festividad es básicamente un juego, por lo que tienen que respetar los horarios y al público, y evitar las agresiones. El juego es básicamente de fuerza física, sin violencia. El que irrespeta las reglas, queda fuera del juego.
Las reglas generales de disciplina durante el juego de los diablitos son:
- Obedecer a los diablos mayores.
- No embriagarse.
- No salirse del juego sin previo permiso.
- No agredir a los extranjeros (turistas).
- No quedarse en una casa visitada luego de que la visita termine.

### Celebración
El día previo a la celebración, a medianoche, se lanzan bombetas al aire anunciando la Nacencia, esto es, el nacimiento de los diablitos. Estos inician su recorrido en la colina Brugrá, en Boruca, o en el cerro de Rey Curré, según el pueblo donde se lleve a cabo el festival. Los diablitos entonan un canto tradicional llamado saloma y hacen sonar caracoles de cambute y cuernos, luego de lo cual pasan de casa en casa, donde son recibidos con chicha y comidas, mientras siguen cantando y bailan entrelazados de los brazos al ritmo de la música.
La mañana de la celebración, aparece el toro, cuyo objetivo es matar a los diablitos. Estos se enfrentan a él dirigidos por el Diablo Mayor, en tres contiendas a lo largo del día, durante los tres días que dura la celebración. Estas contiendas son viajes alrededor de la comunidad: el toro embiste a los diablitos para lanzarlos al suelo, donde incluso se les puede quebrar la máscara. Por parte de los diablitos, la idea esencial del juego es colocarse frente al toro y provocarlo. Finalmente, el toro vence y mata a los diablitos, símbolo de la victoria española durante la conquista. El último en caer siempre es el Diablo Mayor, que representa al cacique. Todos los diablitos quedan tendidos en el suelo, acto que es conocido como la Tumbazón, que se efectúa el último día de la fiesta. Tras esto, el toro huye y se refugia en el monte, luego de lo cual, el Diablo Mayor suena un caracol y devuelve la vida a los diablitos (en lo que se conoce como la Diabla), que salen a buscar al toro. Cuando este por fin es encontrado, aparece ataviado de hojas y ramas, y furioso trata de matar de nuevo a los diablitos. Estos vencen al toro y lo sacrifican en una hoguera. La muerte del toro es repetida varias veces a lo largo del día. El «cadáver» del toro en llamas es paseado por la comunidad, y sus pedazos son vendidos o regalados de forma simbólica a los asistentes, representando su carne, mientras la chicha representa su sangre. Finalmente, sus restos son quemados en una fogata, y se realiza una gran fiesta celebrando la victoria de los diablitos sobre el toro.

## Significado
El juego de los diablitos tiene como objetivo dar un sentido de identidad comunitaria al pueblo boruca, propiciando el paso de la tradición de padres a hijos. Cobra relevancia la elaboración de artesanías en la manufactura de máscaras, tambores y maracas usadas en la festividad. Para los borucas, el juego de los diablitos representa su lucha del pasado, además de las luchas presentes y futuras que libran frente a la amenaza de la pérdida de su territorio, siempre menguante desde la conquista, y su lucha por conservar su identidad.